# La glu
La glu este un film italian de scurtmetraj din 1908 regizat de Giovanni Pastrone. Este prima producție cinematografică a casei de filme Itala Film din Torino. Scenariul filmului se bazează pe un roman omonim de Jean Richepin din 1881. 